# Хинелья, Франсиско
Франсиско Хинелья Дабесьес (исп. Francisco Ginella Dabezies; род. 21 января 1999, Монтевидео) — уругвайский футболист, полузащитник катарского клуба «Эр-Райян».

## Клубная карьера
Хинелья — воспитанник клуба «Монтевидео Уондерерс». 15 апреля 2018 года в матче против столичного «Расинга» он дебютировал в уругвайской Примере. 14 июля 2019 года в поединке против «Пласа Колония» Фрнасиско забил свой первый гол за «Монтевидео Уондерерс».
16 декабря 2019 года было объявлено о переходе Хинельи в клуб MLS «Лос-Анджелес». По сведениям уругвайского издания Urugol американский клуб заплатил $2,5 млн за 75 % его прав. Согласно ESPN с игроком был подписан четырёхлетний контракт. За «Лос-Анджелес» он дебютировал 8 февраля 2020 года в матче Лиги чемпионов КОНКАКАФ против мексиканского «Леона». 11 октября в матче против «Сиэтл Саундерс» он забил свой первый гол в MLS.
18 июля 2022 года Хинелья отправился в годичную аренду в уругвайский «Насьональ». 21 июня 2023 года «Лос-Анджелес» продлил контракт с Хинельей согласно опции до конца сезона 2024 и продлил его аренду в «Насьонале» до июня 2024 года.

## Международная карьера
В 2019 году в составе молодёжной сборной Уругвая Хинелья принял участие в молодёжном чемпионате мира в Польше. На турнире он сыграл в матчах против команд Гондураса, Норвегии и Эквадора. В поединке против норвежцев Франсиско забил гол.
В 2019 году в составе олимпийской сборной Уругвая Хинелья принял участие в Панамериканских играх в Перу. На турнире он сыграл в матчах против команд Перу, Аргентины, Ямайки, Гондураса и Мексики.

## Достижения
Командные
 «Лос-Анджелес»
- Чемпион MLS (обладатель Кубка MLS): 2022
- Победитель регулярного чемпионата MLS: 2022

 «Насьональ»
- Чемпион Уругвая: 2022